# Asura evora
Asura evora là một loài bướm đêm thuộc phân họ Arctiinae, họ Erebidae.